# Souad Massi
Souad Massi (in arabo سعاد ماسي‎?; in berbero: SuƐad Masi, ⵙⵓⵄⴰⴷ ⵎⴰⵙⵉ; Algeri, 23 agosto 1972) è una cantautrice e musicista algerina di origine berbera.

## Biografia
Nata ad Algeri da famiglia berbera, ha iniziato la propria carriera artistica con la band berbera Atakor. Dopo aver ricevuto minacce di morte decide di lasciare il suo Paese e nel 1999 suona a Parigi, dove ottiene un contratto discografico con la Island Records.
Nei primi anni 2000, grazie al mix di sonorità che esprime la sua musica e alle diverse lingue in cui la interpreta (arabo, francese e berbero), comincia ad esibirsi in tutto il mondo, dal Canada all'Australia, passando per l'Europa e naturalmente l'Africa.
Nel 2001 ha pubblicato il suo primo album in studio, Raoui ("il cantore"), incontrando i favori della critica internazionale.
Il suo secondo album Deb è uscito nel 2003.
Nel 2005 pubblica Mesk Elil
Nel 2006 si esibisce nello spettacolo televisivo Non facciamoci prendere dal panico di Gianni Morandi, con il quale canta il pezzo C'era un ragazzo che come me amava i Beatles e i Rolling Stones.
Vince nello stesso anno il premio come "album di world music dell'anno" nell'ambito dei Victoires de la musique.
Registra il suo quarto album nel 2010, "Ô Houria", nello studio di Francis Cabrel, con il quale firma il duo Tout reste à faire. Nello stesso album si trova anche il duo, Let me be in peace, cantato con Paul Weller.
Nell'aprile 2015 è uscito il suo sesto album, El-Mutakallimûn (Masters of the word), una selezione di poemi arabi dei quali ha sfruttato la musicalità intrinseca e che ha interpretato in chiave rock, folk, flamenco e chaabi.

## Discografia
- 2001 - Raoui
- 2003 - Deb/Heart Broken
- 2005 - Mesk Elil
- 2007 - Live acoustique
- 2010 - Ô Houria
- 2015 - El-Mutakallimûn